# Creoleon hiericontinus
Creoleon hiericontinus är en insektsart som beskrevs av Navás 1932. Creoleon hiericontinus ingår i släktet Creoleon och familjen myrlejonsländor. Inga underarter finns listade i Catalogue of Life.